# François Bouvard
Pour les articles homonymes, voir Bouvard.
François Bouvard né à Lyon vers 1684 et mort à Paris le 2 mars 1760, est un compositeur français de la période baroque. 

## Biographie
Né à Paris mais ayant vécu à Lyon, Bouvard commença sa carrière comme chanteur à l'Académie royale de musique jusqu'à l'âge de seize ans (en chantant la voix de dessus : on dirait aujourd'hui soprano-garçon). Il avait alors la voix si étendue, qu'on assure que jamais on n'en avait entendu de pareille. Elle devait sans doute parcourir l'étendue de soprano 1 mais aussi celui de soprano 2 (au registre plus grave).
Après la mue, il alla étudier à Rome et se consacra à la pratique du violon et à la composition. Son premier opéra (la tragédie lyrique Médus), fut créé à Paris en 1702. Elle fut suivie en 1706 de Cassandre.
On lui doit également deux cantates profanes (L'amour champêtre et L'amant fidele et malheureux), un grand motet (le Psaume 12 : Usquequo, Domine), des Airs sérieux avec accompagnement de violon, flûte et basse continue, des sonates pour violon et basse continue (1723), etc.

## Œuvres

### Opéras
- Médus, roi des Mèdes (tragédie en musique, 1702)
- Cassandre (tragédie en musique, écrite en collaboration avec Toussaint Bertin de la Doué, 1706)
- Saül, ou L'ombre de Samuel (intermèdes pour une tragédie parlée d'un auteur anonyme, 1706)

### Divertissements (ou petits opéras)
- L'École de Mars (divertissement, publié en 1738)
- Diane et l'Amour (idylle héroïque, publiée en 1751)
- Le Triomphe de l'Hymen et de l'Amour (divertissement)

### Autres œuvres vocales
- Usquequo, Domine (grand motet)
- L'amant fidele et malheureux ((cantate profane, paroles de Charles Moraine, texte publié dans le Mercure de France, d'avril 1730)
- L'amour champêtre (cantate profane)
- Airs sérieux avec accompagnement de violon, flûte et basse (basse continue)

### Œuvres instrumentales
- Sonates pour violon et basse continue (1723)

## Source
- Le magazine de l'opéra baroque par Jean-Claude Brenac